# Parafia św. Antoniego Padewskiego w Gwoźnicy Górnej
Parafia św. Antoniego Padewskiego w Gwoźnicy Górnej – parafia rzymskokatolicka znajdująca się w diecezji rzeszowskiej w dekanacie Czudec. Erygowana w 1875 roku. Mieści się w Gwoźnicy Górnej pod numerem 330.